# Ольшанский, Игорь
Игорь Ольшанский (род. 3 мая 1982, Днепропетровск) — защитный энд (крайний линейный защитник). Был выбран командой «Сан-Диего Чарджерс» во втором раунде драфта 2004 года. Играл в студенческий футбол в Орегоне.

## Ранние годы
Ольшанский родился в Днепропетровске. В 1989 году вместе с семьей переехал в Сан-Франциско. Учился в подготовительной школе Святого Игнатия, где до предпоследнего класса занимался баскетболом. По окончании учёбы получил футбольную стипендию на обучение в Университете Орегона.

## Студенческая карьера
В Университете Орегона, где его специализацией была психология, Ольшанский уже на втором курсе вошёл в сборную конференции Pac-10. По окончании второго и третьего сезонов он признавался лучшим линейным защитником команды. Также он установил рекорд университета в жиме лежа, подняв штангу весом 229 килограмм. Студенческие успехи Ольшанского не остались незамеченными скаутами НФЛ и, после трёх лет студенческой карьеры, он попал на драфт главной лиги американского футбола.

## Профессиональная карьера
Ольшанский был выбран командой «Сан-Диего Чарджерс» во втором раунде драфта 2004 года под общим 35 номером. В августе 2004 Ольшанский и «Чарджерс» договорились о 5 летнем контракте с возможностью продления на год. Согласно контракту Ольшанский получил сразу же 2.25 миллионов долларов в качестве бонуса и 5.2 миллионов долларов за 5 лет выступлений.
6 марта 2009 года Ольшанский подписал четырехлетний контракт с командой «Даллас Ковбойз». Сумма контракта составила 18 миллионов долларов, 8 из которых гарантированы.
20 сентября 2011 года подписал контракт с командой «Майами Долфинс».

## Личная жизнь
Игорь Ольшанский женат на Лие Рубинштейн, с которой он проживает в городе Сан-Диего, Калифорния. У Ольшанского много татуировок, включая две Звезды Давида.